# Drew Anthony Hernandez
Drew Anthony Hernandez (* in New York) ist ein US-amerikanischer Schauspieler und Filmschaffender.

## Leben
Hernandez wurde als Sohn dominikanischer Eltern in New York geboren, wo er auch aufwuchs. Sein Vater arbeitete als Portier in einem Gebäude in der Innenstadt, seine Mutter als Dolmetscherin für spanische Sprache für Krankenschwestern. Er spricht fließend Spanisch. Er trat im Alter von 19 Jahren der United States Army bei und absolvierte einen siebenjährigen Dienst, der mit Auslandseinsätzen im Irak und Afghanistan verbunden war. Nach seiner Zeit als Soldat studierte er Betriebswirtschaftslehre am Hostos Community College in der Bronx. 2019 gab er in einer Episode der Fernsehserie Gold from the Sky sein Fernsehschauspieldebüt. Ab demselben Jahr bis einschließlich 2021 wirkte er in vier Episoden der Miniserie LAPD Nickel and Dime in eine der Hauptrollen des Michael Nickel mit. Außerdem war er für alle Episoden für das Drehbuch zuständig und führte bei drei Episoden die Regie. 2020 folgte der Kurzfilm Orisha, in diesem er als Schauspieler, Drehbuchautor, Regisseur und Produzent tätig war. Im selben Jahr erschien die Miniserie Heist, in der er in den gleichen Funktionen tätig war. In den nächsten Jahren schuf Hernandez weitere Kurzfilme. 2022 mimte er im Science-Fiction-Film Battle for Pandora die Rolle des Randolph Perkins.

## Filmografie (Auswahl)

### Schauspiel
- 2019: Gold from the Sky (Fernsehserie, Episode 1x01)
- 2019–2021: LAPD Nickel and Dime (Miniserie, 4 Episoden)
- 2020: Orisha (Kurzfilm)
- 2020: Heist (Miniserie, 4 Episoden)
- 2021: Ebenezer (Kurzfilm)
- 2021: Spread (Kurzfilm)
- 2021: Bounty Hunters (Kurzfilm)
- 2022: Battle for Pandora

### Filmschaffender
- 2019–2021: LAPD Nickel and Dime (Miniserie, 4 Episoden; Drehbuch/3 Episoden; Regie)
- 2020: Orisha (Kurzfilm; Drehbuch, Regie und Produktion)
- 2020: Heist (Miniserie, 4 Episoden; Drehbuch, Regie und Produktion)
- 2021: Ebenezer (Kurzfilm; Drehbuch, Regie und Produktion)
- 2021: Spread (Kurzfilm; Drehbuch, Regie und Produktion)
- 2021: Bounty Hunters (Kurzfilm; Drehbuch, Regie und Produktion)